# Пака (Витанє)
Пака (словен. Paka) — поселення в общині Витанє, Савинський регіон, Словенія. 
Висота над рівнем моря: 874,6 м.